# Solna Business Park (spårvagnshållplats)
För kontorsområdet på samma plats, se Solna Business Park.
Solna Business Park är en spårvagnshållplats som trafikeras av Tvärbanan sedan 2013 i samband med att Tvärbanans norra Solnagren öppnade. Stationen har anslutning till bussar. Föregående station, Solna Centrum, har anslutning till bussar och tunnelbanans blåa linje, efterföljande station, Sundbybergs centrum har anslutning till tunnelbanans blåa linje, bussar samt till pendeltåg. Solna Business Park har två spår.